# Eriolobus
Eriolobus je monotipsaki rod ružovki čiji je jedini predstavnik E. trilobatus, listopadno drvo poznato kao “libanonska divlja jabuka”.

## Opis
Naraste do 10 metara visine, krošnje zaobljene do raširene. Listovi su srcasti, trokraki, nazubljeni, dugi 5-7 cm. Cvjetovi bijeli, aromatični. Ima pet čašica, pet latica i 20-30 prašnika. Plodovi duguljasto jajoliki do zaobljeni, blijedožuti, jestivi nakon omekšavanja, opori. Oprašivanje kukcima. Razmnožavanje sjemenom.
U Bugarskoj je ova vrsta kritično ugrožena.
Vrsta Eriolobus florentinus (Zuccagni) Stapf, navodi se kao sinonim za ×Tormimalus ×florentina (Zuccagni) Holub.
- E. trilobatus
- E. trilobatus
- E. trilobatus

## Sinonimi
- Cormus trilobata (Labill. ex Poir.) Decne.; Nouv. Arch. Mus. Par. Ser. I. 10: 157 (1874)
- Crataegus trilobata Labill.; Icon. Pl. Syr. 4: 15 (1812), nom. illeg.
- Crataegus trilobata Labill. ex Poir.; Lam., Encycl. Suppl. 1: 291 (1810)
- Eriolobus trilobatus var. oxyloba (Boiss.) C.K.Schneid.; Ill. Handb. Laubholzk. 1: 726 (1906)
- Eriolobus trilobatus var. sorgerae Browicz; Arbor. Kórnickie 21: 7 (1976)
- Malus trilobata (Labill. ex Poir.) C.K.Schneid.; Repert. Spec. Nov. Regni Veg. 3: 179 (1906)
- Malus trilobata var. oxyloba (Boiss.) C.K.Schneid.; Repert. Spec. Nov. Regni Veg. 3: 179 (1906)
- Pyrus trilobata (Labill. ex Poir.) DC.; Prod. 2: 636 (1825)
- Pyrus trilobata var. rumelica Dingler; Flora 66: 303 (1883)
- Sorbus trilobata (Labill. ex Poir.) Heynh.; Nom. Bot. Hort.: 773 (1840)
- Sorbus trilobata var. oxyloba Boiss.; Fl. Orient. 2: 657 (1872)